# Delphine Galou
Delphine Galou (* 1977 in Paris) ist eine französische Opernsängerin mit der Stimmlage Alt.
Galou studierte Philosophie an der Sorbonne, daneben auch Gesang und Klavier.
Ihre Gesangskarriere begann im Jahr 2000 als Mitglied der „Jeunes Voix du Rhin“. Sie spezialisierte sich dann auf alte Musik und trat außer in Konzerten, vor allem in barocken und klassischen Opern auf. Sie sang auf zahlreichen europäischen Bühnen vor allem Werke von Händel, Vivaldi und Bach.
Sie ist mit dem italienischen Dirigenten Ottavio Dantone verheiratet und hat eine Tochter.

## Diskographie (Auswahl)
- Gioachino Rossini: Petite Messe solennelle. Orchestre de chambre de Paris unter Ottavio Dantone, gemeinsam mit Julia Lezhneva, Michael Spyres, Alexander Vinogradov. Naïve 2014.
- Johann Sebastian Bach: Johannes-Passion. Les Musiciens du Louvre unter Marc Minkowski. Warner 2017.
- Agitata. Academia Bizantina, unter Ottavio Dantone. Alpha Classics 2017.
- Georg Friedrich Händel: Serse. Cantica Symphonia und Il pomo d’oro unter Maxim Emelyanychev. Deutsche Grammophon 2018.